# Rachel Seaman
Rachel Seaman, född 14 januari 1986, är en friidrottare från Kanada. Hon deltog vid olympiska sommarspelen 2012.